# マーカス・グスタフソン
マーカス・グスタフソン（Marcus Gustavsson、1978年10月10日 - ）は、スウェーデンのレーシングドライバーである。

## 経歴
彼は主にツーリングカーレースにて活躍。母国のスウェーデンツーリングカー選手権(STCC)では、アルファロメオのドライバーとして活躍し、アルファロメオ・156で参戦。2001年にはエイエ・エリジュ率いるエルグ・モータースポーツよりヨーロッパツーリングカー選手権(ETCC)にも参戦した。2003年にはスウェーデンGT選手権にてシリーズ3位を獲得している。